# Аврамівка (Синельниківський район)
Авра́мівка — село в Україні, у Синельниківському районі Дніпропетровської області. Входить до складу Васильківської селищної громади. Населення становить 222 осіб. Колишній орган місцевого самоврядування — Павлівська сільська рада. Розташовано в західній частині Васильківської громади.

## Географія
Село Аврамівка розташоване на лівому березі річки Соломчина. Річка в цьому місці пересихає. Поруч проходить залізниця, станція Платформа 276 км.
На півдні межує з селом Самарське, на сході з селом Червона Долина, на півночі з селом Красне та на заході з селом Шевченко.

### Клімат
| Клімат Аврамівки          | Клімат Аврамівки | Клімат Аврамівки | Клімат Аврамівки | Клімат Аврамівки | Клімат Аврамівки | Клімат Аврамівки | Клімат Аврамівки | Клімат Аврамівки | Клімат Аврамівки | Клімат Аврамівки | Клімат Аврамівки | Клімат Аврамівки | Клімат Аврамівки |
| Показник                  | Січ.             | Лют.             | Бер.             | Квіт.            | Трав.            | Черв.            | Лип.             | Серп.            | Вер.             | Жовт.            | Лист.            | Груд.            | Рік              |
| Середній максимум, °C     | −1,6             | −0,9             | 3,7              | 13,7             | 21,2             | 25,3             | 27,4             | 26,6             | 20,9             | 13,4             | 5,7              | 1,0              | 13               |
| Середня температура, °C   | −4,6             | −4               | 0,3              | 9,1              | 16,1             | 20,1             | 22,1             | 21,2             | 15,8             | 9,2              | 2,8              | −1,5             | 8                |
| Середній мінімум, °C      | −7,6             | −7,1             | −3               | 4,6              | 11,0             | 15,0             | 16,9             | 15,9             | 10,7             | 5,0              | 0,0              | −4               | 4                |
| Норма опадів, мм          | 50               | 37               | 33               | 37               | 46               | 62               | 53               | 39               | 40               | 29               | 43               | 52               | 521              |
| ------------------------- | ---------------- | ---------------- | ---------------- | ---------------- | ---------------- | ---------------- | ---------------- | ---------------- | ---------------- | ---------------- | ---------------- | ---------------- | ---------------- |
| Джерело: climate-data.org |                  |                  |                  |                  |                  |                  |                  |                  |                  |                  |                  |                  |                  |

## Історія
1754 року згадане село в Окружному посланні Никифора, архієпископа Славенського і Херсонського. Видане було послання саме в Аврамівці (в Аврамовцах) для всіх священиків тогочасної Славенської єпархії 
Під час організованого радянською владою Голодомору 1932—1933 років померло щонайменше 30 жителів села.
12 червня 2020 року, відповідно до розпорядження Кабінету Міністрів України № 709-р від «Про визначення адміністративних центрів та затвердження територій територіальних громад Дніпропетровської області», увійшло до складу Васильківської селищної громади.
19 липня 2020 року, під час адміністративно-територіальної реформи та ліквідації Васильківського району, село увійшло до складу  новоутвореного  Синельниківського району.

## Відомі люди
В селі народився Олександр Верхівський-Варакута — український громадський та політичний, діяч і літератор, соратник Симона Петлюри.